# 60. sydlige breddekreds
Den 60. sydlige breddekreds (eller 60 grader sydlig bredde) er en breddekreds, der ligger 60 grader syd for ækvator. Den løber gennem Atlanterhavet, det Indiske Ocean og Stillehavet. Denne breddegrad afgrænser det Sydlige Ishav.